# Isabel Maria de Bragança, Princesa de Thurn e Taxis
Isabel Maria de Bragança (Kleinheubach, 19 de novembro de 1894 – Regensburg, 12 de janeiro de 1970) foi a segunda filha do pretendente miguelista ao trono português, Miguel Januário de Bragança, e de sua segunda esposa, a princesa Maria Teresa de Löwenstein-Wertheim-Rosenberg. Através de seu casamento com Francisco José, 9.º Príncipe de Thurn e Taxis, Isabel Maria foi a Princesa Consorte de Thurn e Taxis, de 1952 até sua morte, e membro da Casa de Thurn e Taxis.

## Biografia
Isabel Maria nasceu em Kleinheubach, Baviera, Alemanha, a filha mais velha do pretendente miguelista ao trono de Portugal, Miguel, duque de Bragança e de sua segunda esposa, a princesa Maria Teresa de Löwenstein-Wertheim-Rosenberg. O pai de Isabel Maria era o chefe do ramo não soberano da Casa Real Portuguesa que fora exilado de Portugal. O exílio foi o resultado da Lei do Banimento de 1834 e da Constituição de 1838 que foi criada pela usurpação do trono português feita pelo seu avô, Miguel I de Portugal, em 1828 à Rainha D. Maria II. O seu avô foi rei até 1834, data da restauração ao trono de Maria II. Os portugueses que reconheciam o pai de Isabel Maria como legítimo rei de Portugal reconheceram Isabel Maria como infanta de Portugal.

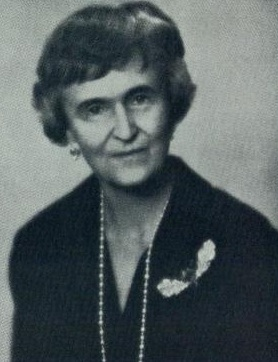
Isabel Maria já idosa

## Casamento e descendentes
Isabel Maria casou-se com Franz Joseph, Príncipe Hereditário de Thurn e Taxis, o filho mais velho de Alberto, 8.º Príncipe de Thurn e Taxis|Alberto, 8º Príncipe de Thurn e Taxis][[] e sua esposa arquiduquesa Margarida Clementina da Áustria, em 23 de novembro de 1920 em Bronnbach, Wertheim am Main, Baden-Württemberg, na Alemanha. Isabel Maria e Franz Joseph tiveram cinco filhos:
- Príncipe Gabriel de Thurn and Taxis (16 de outubro de 1922 - 17 de dezembro de 1942) [1]
- Príncipe Miguel de Thurn and Taxis (16 de outubro de 1922 - 17 de outubro de 1922)
- Princesa Helena de Thurn and Taxis (27 de maio de 1924 - 27 de outubro de 1991)
- Princesa Maria Teresa de Thurn and Taxis (10 de setembro de 1925 - 27 de abril de 1997)
- Princesa Maria Fernanda de Thurn and Taxis (19 de dezembro de 1927 - 9 de junho de 2018)

## Títulos, estilos, e honrarias
- 19 de novembro de 1894 – 23 de novembro de 1920: Sua Alteza Real, a Infanta Isabel Maria de Portugal
- 23 de novembro de 1920 – 22 de janeiro de 1952: Sua Alteza Real, a Princesa Herdeira de Thurn e Taxis
- 22 de janeiro de 1952 – 12 de  janeiro de 1970: Sua Alteza Real, a Princesa de Thurn e Taxis